# Гончарівський заказник
Гончарі́вський — один з об'єктів природно-заповідного фонду Луганської області, ботанічний заказник місцевого значення.

## Розташування
Ботанічний заказник розташований в околицях сіл Оборотнівка, Наугольне та Гончарівка у Сватівському районі Луганської області. Координати: 49° 34' 25" північної широти, 38° 03' 35" східної довготи .

## Історія
Ботанічний заказник місцевого значення «Гончарівський» оголошений рішенням виконкому Луганської обласної ради народних депутатів № 6/8 від 18 травня 1995 року.

## Загальна характеристика
Ботанічний заказник «Гончарівський» загальною площею 389 га являє собою крейдяні відслонення, на яких представлені рідкісні фітоценози та зростає значна кількість представників ендемічної крейдяної флори. Заказник складається з трьох ділянок, розташованих на правобережжі річок Кобилка і Красна. З ландшафтів заказника степи становлять 87%, умовно-природні ліси — 13%

## Флора
Рослинний світ заказника включає близько 250 видів судинних рослин. 16 з них, занесені до Червоної книги України: полин суцільнобілий, астрагал шертистоквітковий, брандушка різнобарвна, дворядник крейдяний, пирій ковилолистий, костриця крейдова, дрік донський, келерія Талієва, льонок крейдовий, громовик донський, півонія тонколиста, ранник крейдовий, шоломниця крейдова, смілка крейдова, гісоп крейдяний, ковила волосиста. Ці види разом з іншими представниками ендемічного петрофітного крейдяного комплексу утворюють специфічні агломеративні фітоценози на відслоненнях крейди. До них належать зокрема формації гісопу крейдового, смілок крейдової та прилеглої, чебрецю вапнякового, полину суцільнобілого і донського, ранника крейдового. У складі цих угруповань зростають бедринець каменелюбний, ласкавець серпоподібний, самосил білоповстистий, маренка сіроплодна, головачка уральська, лещиця висока.
Верхні пологі ділянки схилів займають флористично насичені типові степові фітоценози, а нижні ділянки зайняті рідкісними в Луганській області реліктовими степовими угрупованнями осоки низької, занесені до Зеленої книги України.

## Фауна
Фауна заказника складається з представників степового та крейдяного комплексів: зайця-русака, лисиці звичайної, канюка степового, жовтої плиски, ящірки прудкої. Поруч з ними мешкають тушкан великий, степовий тхір, гадюка степова, ропуха земляна, вівсянки звичайна і садова, жайворонки польовий, малий та чубатий, коноплянка, одуд, сорока. Досить часто можна зустріти куріпку сіру, яка скоротила свою чисельність в Україні через господарську діяльність. Майже всі круті схили містять колонії звичайних бджолоїдок (від 5 до 50 гнізд). Заходять борсук, сарна, свиня дика.
Серед представників ентомофауни заказника найцікавішими є Leptophyes albovittata, севчук, дибка степова, степовий тарган, степова носатка, бронзівка вонюча, угорська та металева, степовий лускун. Мешкають також богомол звичайний, прус італійський, клоп італійський тощо.